# Peter Bürger (Bildhauer)
Peter Bürger (* 29. Juli 1880 in Köln; † nach 1908) war ein deutscher Bildhauer.

## Leben

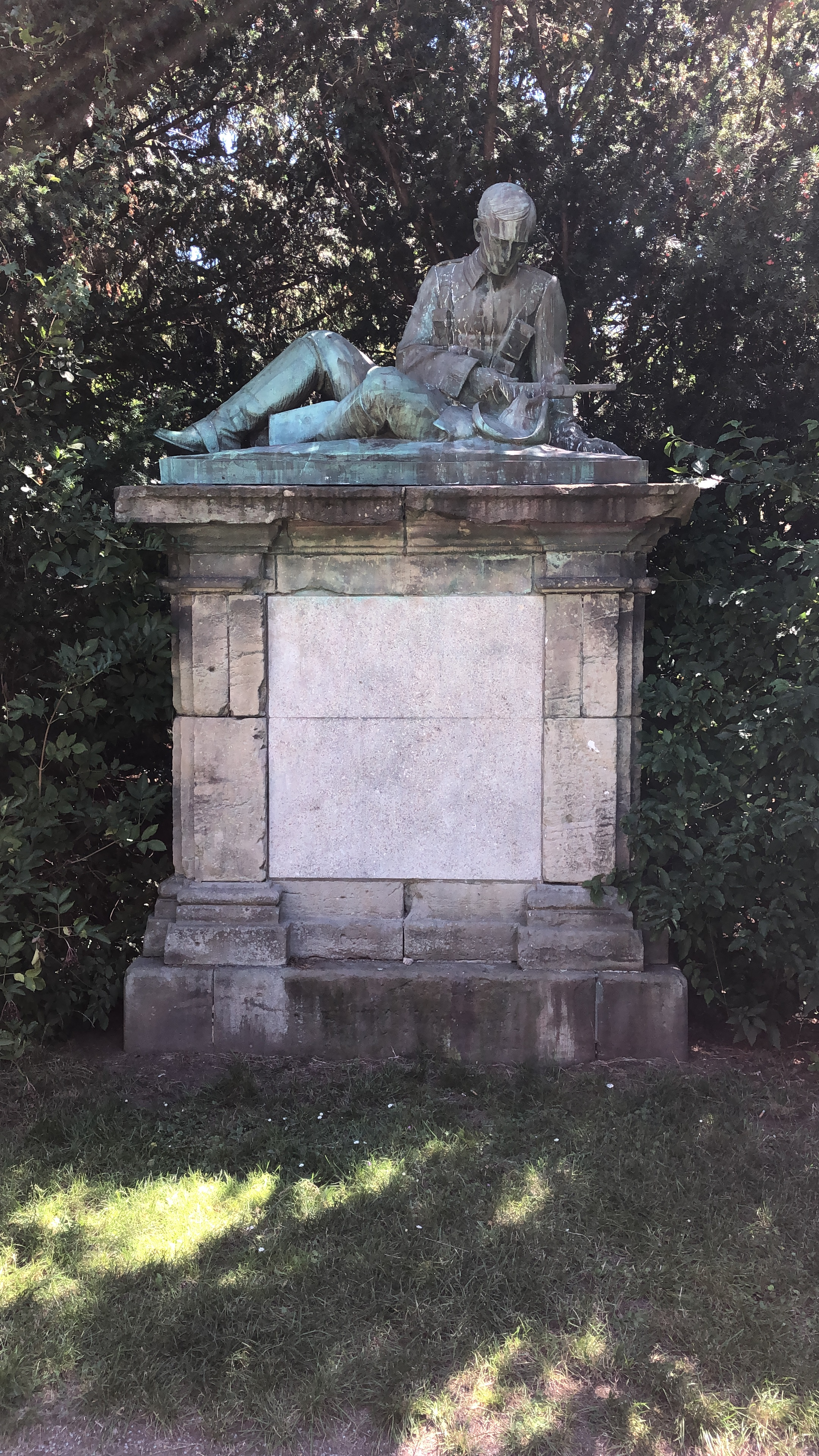
Kolonialkriegerdenkmal Düsseldorf

Bürger lebte in Köln, wo er Schüler von Dorenbach und Stockmann war. Von 1900 bis 1907 studierte er Bildhauerei an der Kunstakademie Düsseldorf. Als Angehöriger des Niederrheinischen Füsilier-Regiments Nr. 39 entwarf er 1908 das Düsseldorfer Kolonialkriegerdenkmal. Für Lübben schuf er ein Standbild des Ministerpräsidenten Otto Theodor von Manteuffel. Bürger fertigte auch eine Puttenfigur für das Stadthaus von Köln, eine Marmorbüste Otto Fischers für das Ostasiatische Museum Köln sowie das Hochrelief Der Verlorene Sohn für das Waisenhaus Köln-Sulz.